# Curcuma kudagensis
Curcuma kudagensis là một loài thực vật có hoa trong họ Gừng. Loài này được K. C. Velayudhan, V. S.Pillai & V. A. Amalraj mô tả khoa học đầu tiên năm 1990.
Mẫu định danh cho C. kudagensis ký hiệu V 3561 (holotype chỉ có chữ V, 2 mẫu khác (isotype) chỉ có số 3561) thu thập ngày 9 tháng 5 năm 1988 ở cao độ 1.300 m tại Thalakkaveri, quận Coorg, bang Karnataka, Ấn Độ. Mẫu định danh cho C. thalakaveriensis V 3561  thu thập ngày 9 tháng 5 năm 1987 ở cao độ 1.220 m (4.000 ft) tại Thalakkavery, quận Coorg, bang Karnataka, Ấn Độ.

## Phân bố
Loài này có tại bang Karnataka, tây nam Ấn Độ.